# Paracyrba
Paracyrba is een geslacht van spinnen uit de familie springspinnen (Salticidae).

## Soorten
De volgende soorten zijn bij het geslacht ingedeeld:
- Paracyrba wanlessi Żabka & Kovac, 1996